# Renata Kasalová
Renata Kasalová (* 5. März 1969 in Bánovce nad Bebravou) ist eine slowakische Tischtennisspielerin. Sie ist fünffache Jugend-Europameisterin und gewann vier Medaillen bei Europameisterschaften der Erwachsenen. Zudem nahm sie für die Tschechoslowakei an den Olympischen Spielen 1988 teil.

## Werdegang
Mit dem Tischtennisspielen begann Renata Kasalová beim Verein Spartak ZŤS Topoľčany, wo sie von Ľuboš Goga trainiert wurde. Nachdem in Bratislava ein zweites Leistungszentrum für den tschechoslowakischen Tischtennissport eingerichtet wurde, wechselte sie 1986 zu Lokomotíva Bratislava, wo Vladimír Mihočko bis 1990 ihr Trainer war. Bis 1991 war sie für den zwischenzeitlich in ŠKST Butterfly Bratislava umbenannten Verein aktiv.
In den Jahren 1985 und 1988 wurde sie tschechoslowakische Meisterin im Einzel. Zusammen mit Marie Hrachová holte sie sich 1987 und 1988 den tschechoslowakischen Meistertitel im Doppel sowie 1989 mit Tomáš Jančí dem Titel im Mixed. Slowakische Meisterin im Einzel wurde Kasalová vier Mal (1985–1987, 1989), zusammen mit Renata Žaťková holte sie 1986 und 1989 auch den Titel im Doppel. Im Mixed wurde sie 1985 (mit Vladimír Vinkler) sowie 1986 und 1987 (mit Milan Grman) slowakische Meisterin.
Erste internationale Erfolge erzielte sie bei Jugend-Europameisterschaften, wo sie insgesamt neun Medaillen gewann:
- 1983: Silber im Einzel, Gold im Doppel mit Renata Lindnerová
- 1984: Silber im Mixed mit Milan Grman
- 1985: Gold im Doppel mit Daniela Davídková, Silber im Mixed mit Milan Grman, Gold mit der Mannschaft
- 1986: Silber im Doppel mit Daniela Davídková, Gold im Mixed mit Milan Grman, Gold mit der Mannschaft

Von 1983 bis 1991 nahm sie an fünf Weltmeisterschaften für Erwachsene teil. Dabei kam sie nie in die Nähe einer Medaille. 1993 erreichte sie bei der Europameisterschaft sowohl im Einzel als auch im Doppel mit Marie Hrachová das Halbfinale, mit der Mannschaft wurde sie Vizeeuropameister. Dieser zweite Platz im Mannschaftswettbewerb wurde bei der EM 1990 verteidigt.
1988 qualifizierte sie sich für die Teilnahme an den Olympischen Spielen. Hier kam sie nach Vorrunden-Siegen über Elizabeth Popper (Venezuela), Jaklein Al-Duqom (Jordanien), Lin Li-Ju (Taiwan) und Hui So Hung (Hongkong) sowie einer Niederlage gegen die Südkoreanerin Yang Young-ja in die Hauptrunde, wo sie gegen Hong Cha-ok (Südkorea) ausschied. Im Doppelwettbewerb trat sie mit Marie Hrachová an und erreichte nach fünf Siegen und einer Niederlage in der Vorrunde das Viertelfinale. Hier unterlagen sie dem jugoslawischen Paar Gordana Perkučin/Jasna Fazlić. Im Spiel um Platz fünf setzten sie sich gegen Fliura Bulatowa/Elena Kovtun durch.
Mit der Damenmannschaft gewann sie 1986 bei der Internationalen englischen Meisterschaft und 1991 bei der Internationalen Meisterschaft der ČSFR.
In der ITTF-Weltrangliste belegte sie 1988 Platz 26.
1993 trat Renata Kasalová in Österreich für die SV Schwechat an. Von 1994 bis 1995 spielte sie für Arttep Pap Topoľčany in der Superliga. In der Saison 1996/97 spielte sie – damals unter ihrem Ehenamen Renata Manaková – in der deutschen Bundesliga beim Verein TTC Kassel.

## Turnierergebnisse
| Verband | Veranstaltung                         | Jahr | Ort                    | Land | Einzel     | Doppel        | Mixed         | Team |
| ------- | ------------------------------------- | ---- | ---------------------- | ---- | ---------- | ------------- | ------------- | ---- |
| TCH     | Europameisterschaft                   | 1990 | Göteborg               | SWE  |            |               | Viertelfinale | 2    |
| TCH     | Europameisterschaft                   | 1988 | Paris                  | FRA  | Halbfinale | Halbfinale    | Viertelfinale | 2    |
| TCH     | Jugend-Europameisterschaft (Kadetten) | 1983 | Malmö                  | SWE  | Silber     | Gold          |               |      |
| TCH     | Jugend-Europameisterschaft (Junioren) | 1986 | Louvin La Neuve        | BEL  |            | Silber        | Gold          | 1    |
| TCH     | Jugend-Europameisterschaft (Junioren) | 1985 | Den Haag               | NED  |            | Gold          | Silber        | 1    |
| TCH     | Jugend-Europameisterschaft (Junioren) | 1984 | Linz                   | AUT  |            |               | Silber        |      |
| TCH     | EURO-TOP12                            | 1990 | Hannover               | FRG  | 11         |               |               |      |
| TCH     | EURO-TOP12                            | 1989 | Charleroi              | BEL  | 5          |               |               |      |
| TCH     | EURO-TOP12                            | 1988 | Ljubljana              | YUG  | 5          |               |               |      |
| TCH     | Olympische Spiele                     | 1988 | Seoul                  | KOR  | letzte 16  | 5             |               |      |
| TCH     | Weltmeisterschaft                     | 1991 | Chiba City             | JPN  | letzte 64  | letzte 32     | letzte 128    | 7    |
| TCH     | Weltmeisterschaft                     | 1989 | Dortmund               | FRG  | letzte 64  | letzte 32     | letzte 64     | 7    |
| TCH     | Weltmeisterschaft                     | 1987 | New Delhi              | IND  | letzte 32  | Viertelfinale | letzte 16     | 9    |
| TCH     | Weltmeisterschaft                     | 1985 | Göteborg               | SWE  | letzte 64  | letzte 32     | Qual          | 8    |
| TCH     | Weltmeisterschaft                     | 1983 | Tokio                  | JPN  | letzte 128 | letzte 64     | Qual          | 6    |
| TCH     | World Doubles Cup                     | 1990 | Seoul                  | KOR  |            | Viertelfinale |               |      |
| TCH     | WTC-World Team Cup                    | 1991 | Barcelona              | ESP  |            |               |               | 5    |
| TCH     | WTC-World Team Cup                    | 1990 | Hokkaido, Aomori, Niig | JPN  |            |               |               | 5    |